# Szkoła Podstawowa nr 1 im. Orła Białego w Świdwinie
Szkoła Podstawowa nr 1 im. Orła Białego w Świdwinie – publiczna szkoła podstawowa założona 12 lipca 1945 w Świdwinie.

## Historia szkoły
Szkoła została powołana przez Józefa Dmowskiego na zlecenie burmistrza miasta 12 lipca 1945. Mieściła się ona przy ulicy Dworcowej, w budynku dzisiejszego banku. Później szkoła zmieniała swoje siedziby dwukrotnie. Najpierw na ulicę Podwale 1, by w 1946 roku ostatecznie przenieść się do budynku, w którym mieści się do dzisiaj. W latach 70. i 80. stan techniczny budynku pogorszył się, przez co zamykano jego kolejne części. W 1991 roku podjęto decyzję o jego remoncie, zaczął się on we wrześniu 1992 roku. Zakończył się on w 1997 roku. W 2004 roku nadano szkole imię Orła Białego i wręczono sztandar.

## Dyrektorzy szkoły
- Józef Dmowski (1945–1951)
- Edwin Mańczyk (1951–1958)
- Wiesław Mańczyk (1958–1960)
- Bronisław Marcińczak (1960–1968)
- Stanisław Spychalski (1968–1976)
- Genowefa Mańczyk (1976–1985)
- Krystyna Zaremba (1985–2007)
- Iwona Kaźmierczak (2007–2019)
- Anna Lipkowicz[2] (od 2019)

## Absolwenci
- Michał Czajkowski – profesor nauk teologicznych[3]